# Jean-Olivier Viout
Jean-Olivier Viout, né le 7 novembre 1946 à Chambéry (Savoie), est un magistrat français.

## Biographie
Élève du lycée Vaugelas de Chambéry puis étudiant en droit à Grenoble, il est admis au concours de l'École nationale de la magistrature (ENM) en 1970.
Passionné par l'histoire, il est guide-conférencier de la ville de Chambéry de 1964 à 1971. Il préside pendant plusieurs années la Société des Amis du Vieux Chambéry et est reçu comme membre de l'Académie des sciences, belles-lettres et arts de Savoie en 1984. Il a écrit ou coécrit plusieurs ouvrages et articles historiques relatifs à Chambéry et à la Savoie.
Il prend ses fonctions de substitut du procureur de la République d'Annecy en 1973. En décembre 1979, il est nommé procureur de la République d'Albertville.
Nommé substitut général à Lyon le 7 mai 1985, il occupe le siège de l'accusation, aux côtés du procureur général Pierre Truche, au cours du procès de Klaus Barbie en 1987. Accédant aux fonctions d'avocat général en 1990, il représente l'accusation lors des procès de Jean-Claude Romand en 1996, de l'Église de Scientologie en 1997, et de Jean Plantin,,.
Il est nommé procureur général près la cour d'appel de Grenoble, d'avril 2001 à septembre 2004, puis à Lyon, de septembre 2004 à septembre 2011,.
De 2004 à 2005, préalablement à la commission d'enquête parlementaire, il préside, à la demande du ministre de la Justice Dominique Perben, une commission chargée de tirer les enseignements de l'affaire d'Outreau,. En 2007, il est chargé par la ministre Rachida Dati de présider le comité d'orientation restreint en vue de l'élaboration de la loi pénitentiaire,.
Le 28 octobre 2008, il est nommé, par décret, président du conseil d'administration de l'École nationale d'administration pénitentiaire (ÉNAP), succédant à Gilbert Azibert. Il reste en charge jusqu'en 2012 où il est remplacé par Philippe Lemaire.
Il est membre élu du Conseil supérieur de la magistrature (CSM) de 2011 à 2015.
Il est président de l'Académie des sciences, belles-lettres et arts de Savoie, de janvier 2012 à février 2021.
Il coanime, de 2017 à 2021, le service d'aide et de veille déontologique du Conseil supérieur de la Magistrature. Il est membre du collège de déontologie des commissaires de justice, depuis le 1er juillet 2022.
Il préside, depuis 2010 le Conseil d'orientation du Mémorial national de la prison de Montluc. Il préside en outre l’association du Mémorial de la Shoah de Lyon depuis 2019.

## Décorations
- Commandeur de la Légion d'honneur (2016)[14]
- Commandeur de l'ordre national du Mérite (2002)[15]
- Officier de l'ordre des Palmes académiques[1]
- Médaille d'honneur de l'administration pénitentiaire, or (2004)[1]
- Médaille d'honneur des villes de Grenoble et Chambéry[réf. nécessaire]

## Publications
Jean-Olivier Viout a publié de nombreux articles au niveau local : Le Dauphiné libéré, Mémoires de l'Académie de Savoie, Bulletins de la Société des Amis du Vieux Chambéry, Mémoires et Documents de la Société savoisienne d'histoire et d'archéologie, ou national. Il publie également des ouvrages consacrés à l'histoire locale et la ville de Chambéry :
- Chambéry au fil d'un siècle : 1900-2000, éd. La Fontaine de Siloé, 2001, 334 pages  (ISBN 978-2-84206-154-8).
- Chambéry intime, Alan Sutton, Joué-lès-Tours, 2002, 143 pages  (ISBN 978-2-84253-661-9).
- Chambéry 1944, éd. La Fontaine de Siloé, 2012, 374 pages  (ISBN 978-2-84206-552-2).
- Chambéry : Traces d'histoire, éd. Le Dauphiné libéré, 2007, 2012, 51 pages.  (ISBN 9782916272115).
- Jean Moulin en Savoie, éd. La Fontaine de Siloé, 2016, 231 pages  (ISBN 9782842066574).
- A la barre des cours d'assises savoyardes, éd. La Fontaine de Siloé, 2020, 383 pages  (ISBN 978-2-84206-700-7).
- Klaus Barbie, un enfant du fanatisme, Livret à l'intention des élèves des collèges et lycées, éd. Rotary Club, 2017, 22 pages[16].
- Les Pourquoi des Pays de Savoie, éd. La Fontaine de Siloé, 2021, 245 pages.

```
 
Les Nouveaux Pourquoi des Pays de Savoie
, éd. 
La Fontaine de Siloé
, 2022, 239 pages.
 " Quand la Gestapo sévissait en Savoie", éd. La Fontaine de Siloé, 2024, 351 pages.
```